# ラゴノイ湾

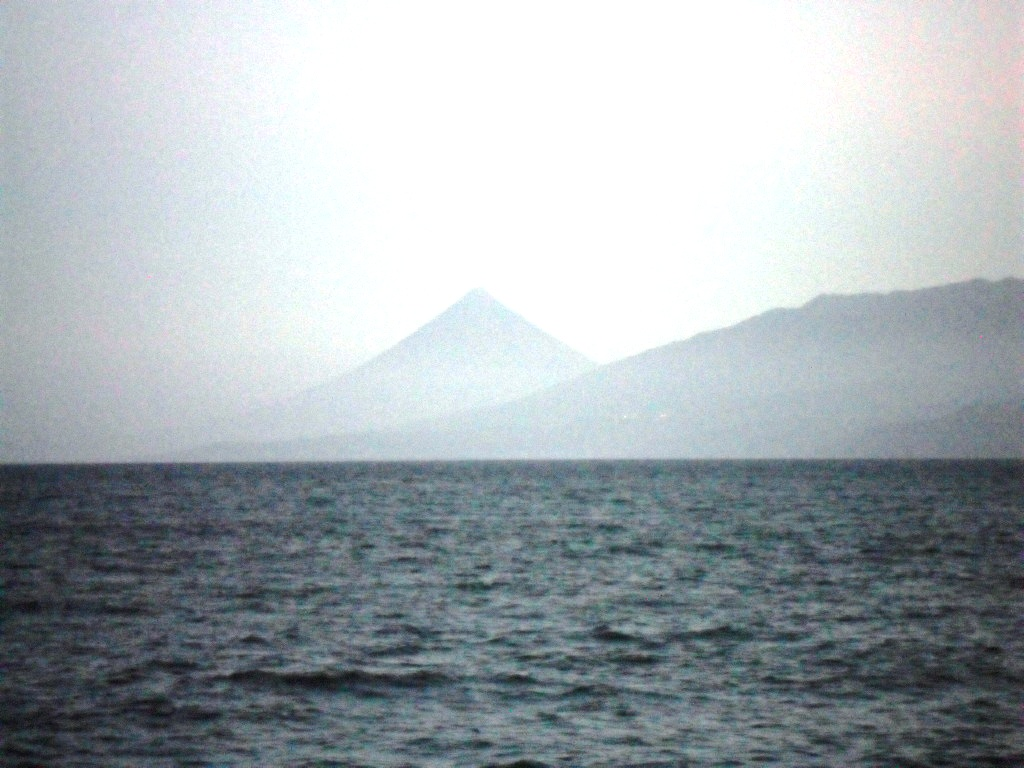
サン・ホセから見たラゴノイ湾、背景にマヨン山が見える。

ラゴノイ湾（ラゴノイわん、英語: Lagonoy Gulf）はフィリピンのルソン島南東部、南カマリネス州・カタンドゥアネス州・アルバイ州などに囲まれた水域。北のフィリピン海とはカラモアン半島とカタンドゥアネス島に区切られており、南のアルバイ湾とはカグラライ島、バタン島、ラプラプ島などによって隔てられている。東部が太平洋に開いており、フィリピン海とはマケダ海峡を通じてつながっている。湾の奥にはイサログ山、イリガ山などが存在する。
面積はおおよそ3070km2であり、これらの地域の80%程度は水深800mから1200m程度である。
湾内には480種類の魚類が生息しており、2004年の年間漁獲高はおおよそ2万トンほどであったとされ、フィリピンの主要な漁場となっている。珊瑚礁、海草・海藻類、マングローブなどが湾内に広く分布しており、これらは湾内の海生生物にとっての重要な生息環境になっている。